# 무탐
무탐(無貪, 산스크리트어: alobha, 팔리어: alobha,
영어: purity,
non-attachment,
without attachment)은 선근(善根) 중의 하나이며, 설일체유부의 5위 75법에서 심소법(心所法: 46가지) 중 대선지법(大善地法: 10가지) 가운데 하나이며, 유식유가행파와 법상종의 5위 100법에서 심소법(心所法: 51가지) 중 선심소(善心所: 11가지) 가운데 하나이다. 설일체유부에 따르면, 무탐(無貪)은 애착하지 않는 마음작용이다. 즉, 불생불멸의 무위법인 출세간의 존재나 대상이 아닌 생멸변화하는 유위법인 세간의 존재나 대상에 대해 애착하거나 집착하지 않는 마음작용이다. 설일체유부의 중현(衆賢)은 《아비달마장현종론(阿毘達磨藏顯宗論)》에서, 무탐(無貪)이란 이미 획득하였거나 아직 획득하지 않은 [세속의] 경계에 대한 탐착 · 희구와 반대되는 것으로서, 마음에 애염(愛染: [세속의 경계에] 애착하는 번뇌, 탐착)이 없는 것을 본질로 한다[無愛染性]고 말하고 있다.

## 같이 보기
- 탐(貪)

## 참고 문헌
- 권오민 (2003). 《아비달마불교》. 민족사.
- 세친 지음, 현장 한역, 권오민 번역 (K.955, T.1558). 《아비달마구사론》. 한글대장경 검색시스템 - 전자불전연구소 / 동국역경원. K.955(27-453), T.1558(29-1). |title=에 외부 링크가 있음 (도움말)
- 운허.  동국역경원 편집, 편집. 《불교 사전》. |title=에 외부 링크가 있음 (도움말)
- 중현 지음, 현장 한역, 권오민 번역 (K.957, T.1563). 《아비달마장현종론》. 한글대장경 검색시스템 - 전자불전연구소 / 동국역경원. K.957(28-1), T.1563(29-777). |title=에 외부 링크가 있음 (도움말)
- (중국어) 星雲. 《佛光大辭典(불광대사전)》 3판. |title=에 외부 링크가 있음 (도움말)
- (중국어) 세친 조, 현장 한역 (T.1558). 《아비달마구사론(阿毘達磨俱舍論)》. 대정신수대장경. T29, No. 1558, CBETA. |title=에 외부 링크가 있음 (도움말)
- (중국어) 중현 조, 현장 한역 (T.1563). 《아비달마장현종론(阿毘達磨藏顯宗論)》. 대정신수대장경. T29, No. 1563, CBETA. |title=에 외부 링크가 있음 (도움말)